# Лукаш Сатурчак
Лукаш Сатурчак (пол. Łukasz Saturczak; *1986, Перемишль) — польський письменник, журналіст.

## Біографія
Освіта: факультет журналістики та creative writing Вроцлавського університету. Як вчений-історик досліджує образ України в сучасній польській прозі. Нариси, есе та рецензії публікує в культурологічній та літературознавчій періодиці Польщі та України, наприклад Український тиждень. Мешкає у Вроцлаві.

## Творчий доробок
Автор повісті «Ґаліція» (переклад: Тарас Прохасько), у якій ідеться про драматичні події 30-х — 40-х років XX століття на українсько-польському пограниччі і про сучасність цих теренів. «Ґаліція» був у списку книг Юрій Віталійович Луценко.
Твори перекладено німецькою, англійською та українською мовами.